# Stavns Fjord
Stavns Fjord er en næsten rund fjord på Samsø, der ligger mellem Nord- og Sydsamsø, med tangen, der forbinder dem, som den vestlige afgrænsning. Den har et areal på cirka 20 km² med indløb nordfra mellem Lilleøre på Nordsamsø og Besser Rev. Det cirka 5 kilometer lange Besser Rev, der udgår fra sydøen, danner en naturlig beskyttelse af den lavvandede fjord og dens mange småøer og holme. Navnet Stavns, tidligere Stauffnes, på landsbyen inde i fjorden, er en forvanskning af norrønt Stafnes (dvs. "Stavnæs"), et stednavn, der også kendes fra Island.
Midt i fjorden ligger den største ø, Hjortholm, og de mindre, lave øer Karlskold, Mejlesholm, Yderste Holm og Kolderne. Nordvest i fjorden ligger Sværm, Ægholm og Hundsholm. I syd ligger de lave øer Eskeholm, Brokold og Barnekold, som har landforbindelse ad en ebbevej. (Der er omkring 30 centimeters tidevandsforskel.)

## Naturbeskyttelse
Der blev i 1926 oprettet et vildtreservat i Stavns Fjord omfattende 1.650 hektar. I 1981 blev cirka 1.525 hektar landarealer i og omkring fjorden naturfredet. Vildtreservatet og fredningen af søterritoriet omfatter efter en revision af ordningerne i 1999 hele Stavns Fjord med øer, holme og visse strandenge, samt øerne Bosserne og Lindholm og søterritoriet i Ramsarområde nr. 14. Stavns Fjord er derudover et nationalt geologisk interesseområde og indgår i Natura 2000-område nr. 55 Stavns Fjord, Samsø Østerflak og Nordby Hede, der både er fuglebeskyttelsesområde og habitatområde. Af hensyn til fjordens rige fugleliv er færdsel forbudt på øer og holme og på tangerne i yngletiden.

## Historie
Der er flere steder fundet undersøiske bopladser fra ertebølletiden. Kanhavekanalen anlagt i 726, der forbinder fjorden med Sælvig på vestsiden af Samsø, er et af vikingetidens større anlæg. På den største ø, Hjortholm, findes rester af et voldsted fra middelalderen, Hjortholm Slot.
På spidsen af Besser Rev og på Lilleøre nord for findes skanseanlæg fra Englandskrigene. Ud for spidsen af Besser Rev ligger den lille ø Kyholm, hvor der har været karantænestation. På en odde i den nordlige del af fjorden ligger den lille havn Langør, der med en vanddybde på 4 meter tidligere var øens eneste havn for større skibe.
Århus Amt åbnede i 1986 Samsø Naturskole på Langør med en naturudstilling om området.